# تاكاشي سامبونسوج
تاكاشي سامبونسوج (باليابانية: 三本菅 崇) (5 يونيو 1978 في كاناغاوا في اليابان – )؛ هو لاعب كرة قدم ياباني سابق كان يلعب كمدافع.

## وصلات خارجية
- تاكاشي سامبونسوج على موقع رابطة كرة القدم اليابانية للمحترفين (اليابانية)
- تاكاشي سامبونسوج على موقع عالم كرة القدم.نت (الإنجليزية)